# Pale Green Ghosts
Pale Green Ghosts è il secondo album in studio per l'americano John Grant (ex The Czars). Il lavoro è stato registrato interamente in Islanda con musicisti locali e il produttore-musicista Biggi Veira. Ospite di lusso al backing vocals in varie tracce del disco è Sinéad O'Connor. Pale Green Ghosts è stato eletto disco dell'anno 2013 dalla famosa catena di negozi londinese di Rough Trade.

## Tracce
1. Pale Green Ghosts
2. Blackbelt
3. GMF
4. Vietnam
5. It Doesn't Matter To Him
6. Why Don't You Love Me Anymore
7. You Don't Have To
8. Sensitive New Age Guy
9. Ernest Borgnine
10. I Hate This Town
11. Glacier